# Spirographe (annélide)
Sabella spallanzanii
Pour les articles homonymes, voir Spirographe.
 (janvier 2009).
Si vous disposez d'ouvrages ou d'articles de référence ou si vous connaissez des sites web de qualité traitant du thème abordé ici, merci de compléter l'article en donnant les références utiles à sa vérifiabilité et en les liant à la section « Notes et références ».
Espèce
Le Spirographe (Sabella spallanzanii) est une espèce de vers annélides tubicoles marins que l'on pourrait facilement confondre avec une anémone de mer, bien que celle-ci ne soit pas un ver mais un cnidaire.

## Description

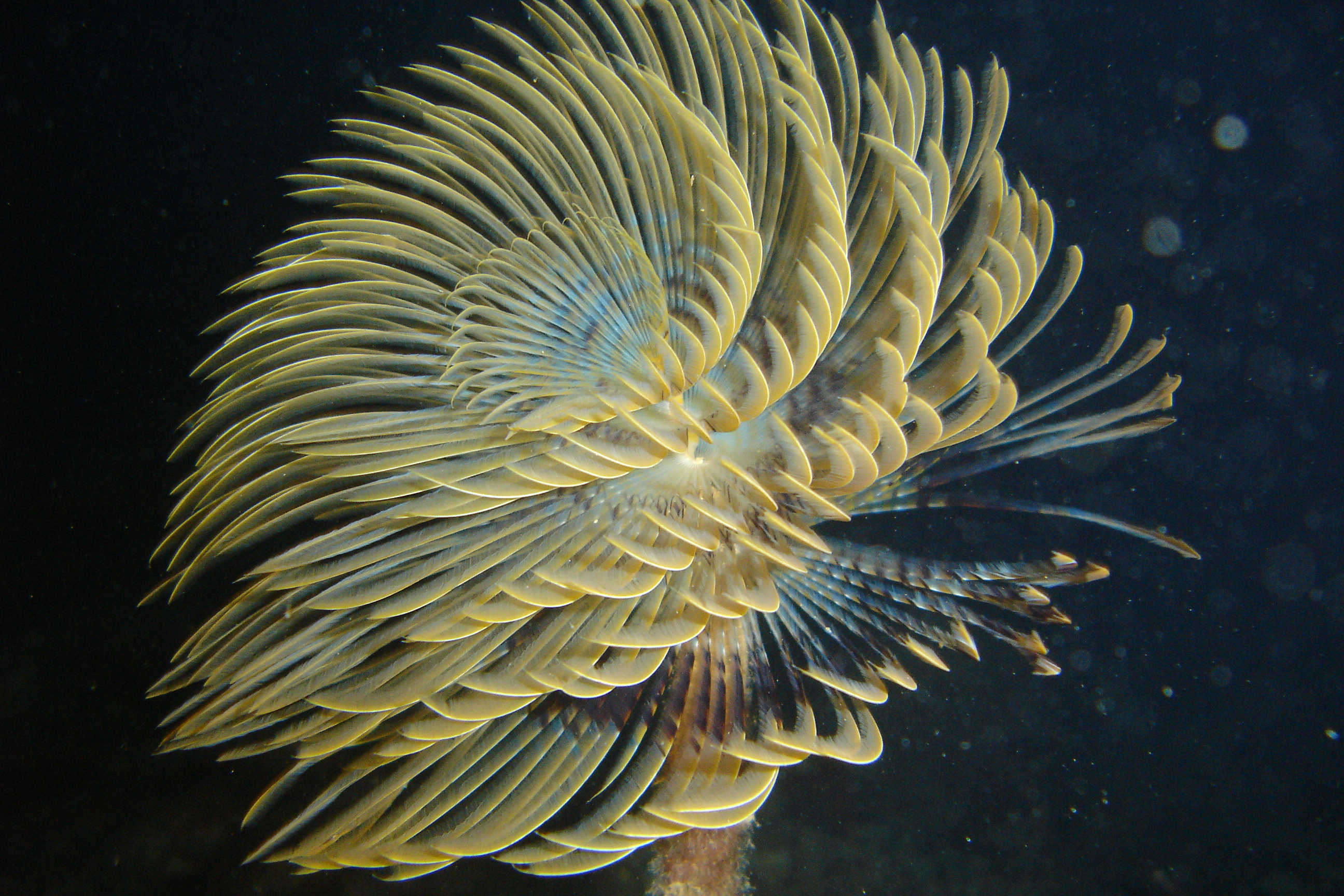

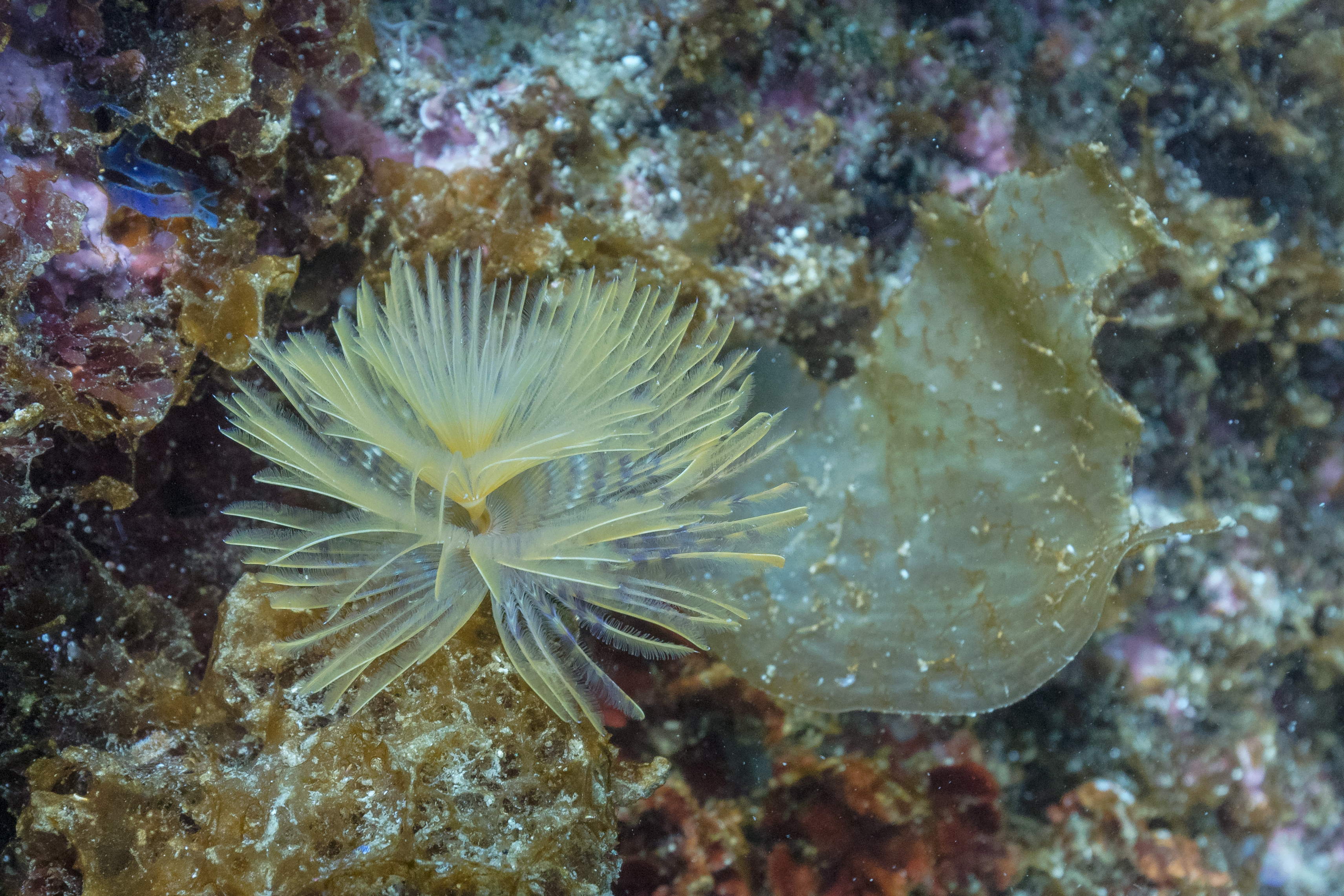
Un spirographe dans le parc naturel de l'Arrábida. Juillet 2020.

Plus grand ver tubicole du littoral français, son corps segmenté est situé dans un tube mou composé de mucus et de sable, souvent visible sur toute sa longueur. Ce tube peut mesurer jusqu'à 60 cm.
De nombreux filaments colorés se déploient en couronne tentaculaire spiralée d'un diamètre de 10 à 15 cm depuis la bouche de l'animal.

## Distribution
Présent en Méditerranée, dans l'Atlantique, en Manche et en mer du Nord, il se développe depuis la surface jusqu'à une quarantaine de mètres de profondeur, fixé sur des substrats durs.

## Comportement
Très sensible aux vibrations, il se rétracte tout entier dans son tube à la moindre alerte.
Ses filaments jouent un rôle dans la prise de nourriture mais également dans la respiration.
Il se nourrit d'organismes microscopiques en suspension dans l'eau.

## Philatélie
Ce ver figure sur une émission de la Nouvelle-Calédonie de 1959 (valeur faciale : 10 F).